# Syntetisk diamant

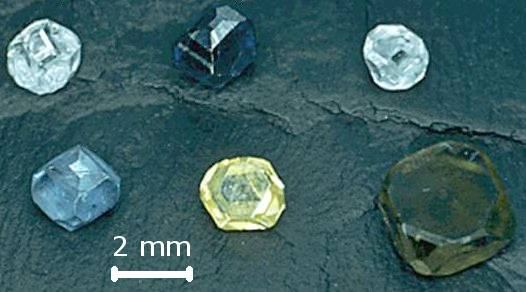
Syntetiska diamanter i olika färger som skapats genom tekniken med högt tryck och hög temperatur.

Syntetiska diamanter är en produkt skapad av människan i fabriker genom en teknologisk process, till skillnad från naturliga diamanter som skapats genom en geologisk process i jordens inre. 

## Historik
1797 upptäcktes att diamanter var rent kol och under det kommande seklet gjordes många försök att omvandla billiga former av kol till diamant. 1879 gjorde James Ballantyne Hannay ett försök som sägs ha lyckats skapa diamanter på konstgjord väg och 1893 trodde sig  Ferdinand Frédéric Henri Moissan ha lyckats med processen vilket dock senare visade sig inte vara fallet.

## Svensk forskning för att tillverka diamanter

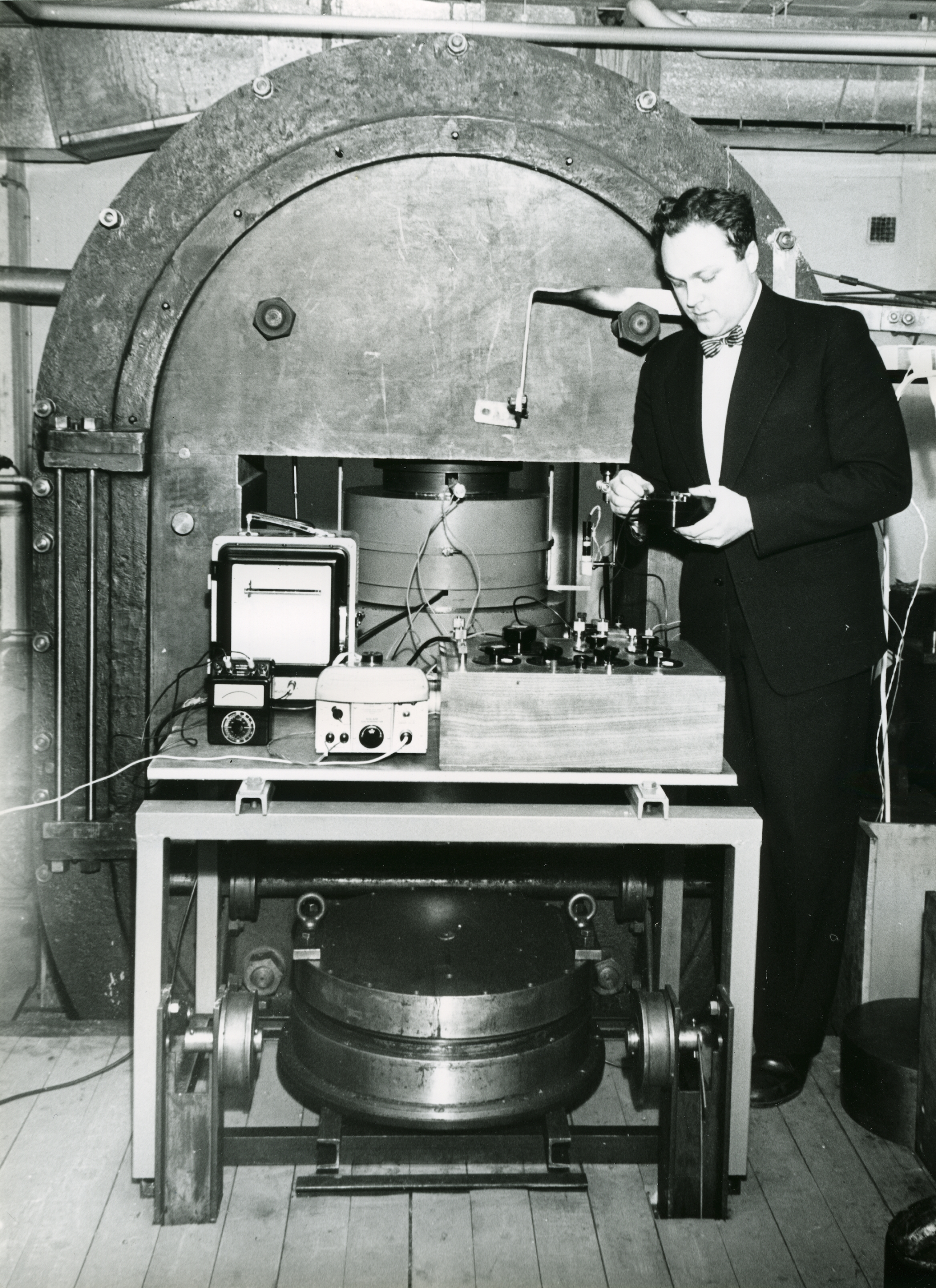
Den trådlindade Quintuspressen med Q-10 apparaten. Erik Lundblad demonstrerar mätning av tryck och temperatur.

ASEA bedrev från 1942 forskning för tillverkning av diamanter vid de centrala laboratorierna i Stockholm. Forskningen leddes från 1950 av Fil. dr. Erik Lundblad. Projektet stöddes av Dr. Ragnar Liljeblad, VD på ASEA och dess tekniske chef Dr. Halvard Liander. Arbetet var ytterst hemligt och man använde kodnamnet Quintus för projektet (quintus betyder fem i latin och diamant ansågs representera det femte elementet). Planen gick ut på att utsätta grafit för högt tryck vid hög temperatur för att skapa diamanter. Man använde en högtryckspress som var konstruerad av Baltzar von Platen. Han hade försökt tillverka diamanter redan i början av 1930-talet. Högtryckspressen bestod av delar som hölls ihop av kilometervis med plattvalsad, förspänd pianotråd. Presstativet medgav krafter upp till 14 000 ton. Trycket som uppnåddes i högtryckskammaren, benämnd Q10, var upp till 70 000 bar vid temperaturer upp till 2 000 °C. Utrustningen var komplicerad. Den gick sönder efter varje försök. Det tog tre månader att återställa den för ett nytt försök. Ett försök kunde misslyckas på bara någon minut.
Åren gick och det fanns hot om nedläggning. Försöken att tillverka diamanter direkt ur grafit ledde inte till framgång. År 1952 ändrade man till att prova med att använda järnkarbid som lösningsmedel. I början av februari 1953 gjordes ett försök vid 83 000 bar som hölls konstant under en timme. Man hittade ett 50-tal små kristaller (ca 0,1 mm) som sändes till Stockholms högskola för röntgenanalys. Svaret på analysen var att det var diamant. De förstod inte varför Erik Lundblad blev så glad. Han noterar i labboken att kristallerna identifierats som ”Q” (den hemliga koden för diamant). Ett nytt försök gjordes i maj och kristallerna analyserades av en annan person med samma svar. Det kunde bara vara diamant. Därmed ansåg man sig vara säker på att ha lyckats tillverka världens första konstgjorda diamanter.

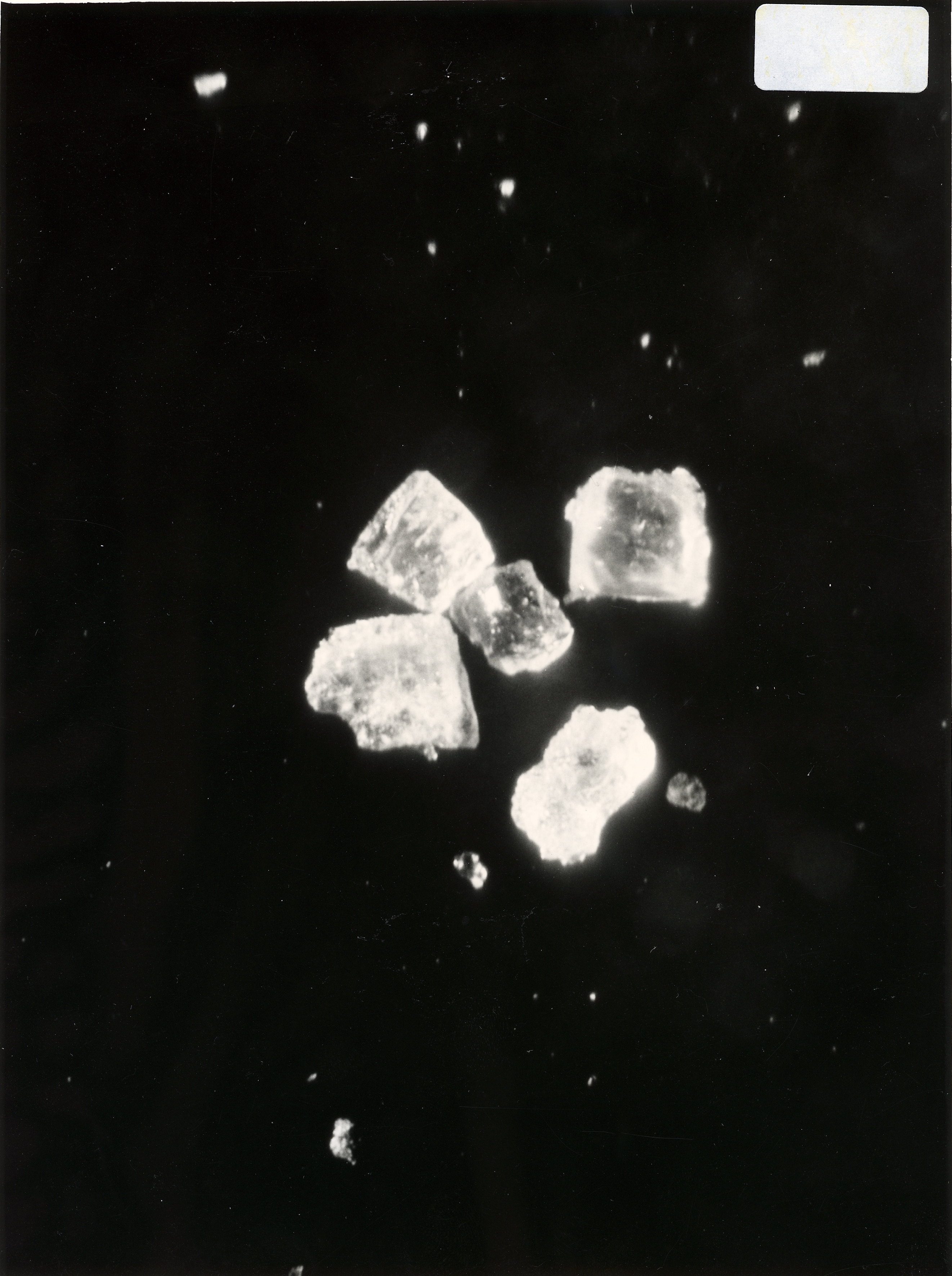
ASEA:s första syntetiska diamanter 1953.

Nu skulle nyheten om framgången rapporteras till ASEA:s styrelse. Då kom frågan vad man skulle använda diamanterna till. Svaret från forskarna blev: det vet vi inte, men här är diamanterna. Det visade sig senare att de var utmärkta som beläggning på slipskivor.

## Utveckling av process och verktyg
ASEA väntade med att publicera och patentera framgången. Försöken skulle fortsätta för att få kunskap om metoder och villkor för diamantsyntesen. Målet var att få bättre underlag för patentansökan.
Tidigt år 1955 publicerade General Electric att man hade tillverkat konstgjorda diamanter. GE och ASEA hade arbetat parallellt med samma mål ovetande om varandra. GE använde en annan metod som kallades Belt. Strax efter publicerade ASEA att man lyckats tillverka diamanter två år tidigare. Uppfinningar brukar tillerkännas den som först patenterar eller publicerar resultaten. Detta ledde senare till en patentstrid.

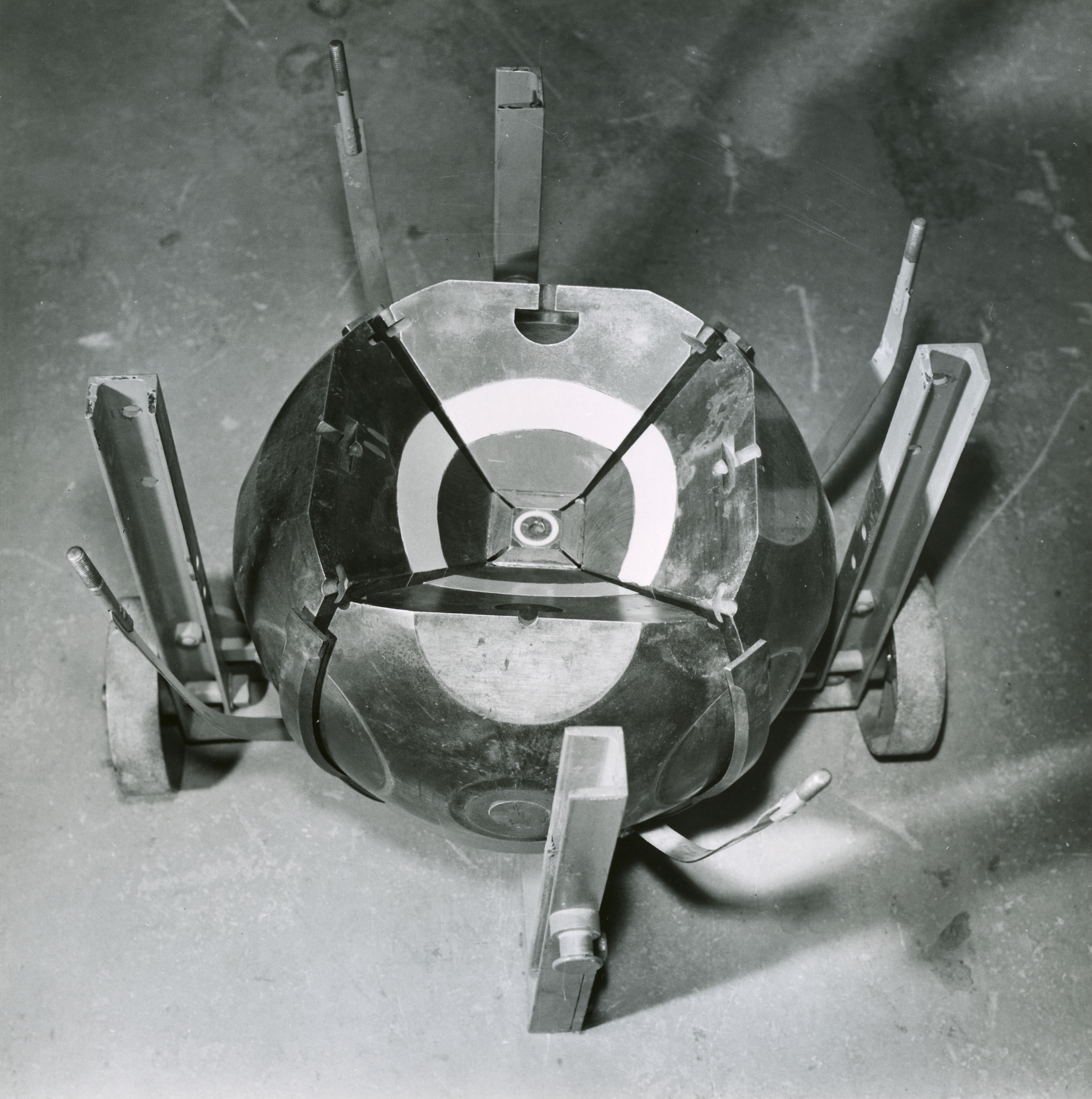
Högtrycksapparaten Q-20 under montage. I mitten av den kubiska högtryckskammaren.

Erik Lundblad utnämndes till chef för utvecklingen. Därefter vidtog arbetet med att produktionsanpassa tillverkningen så att den var konkurrenskraftig. Principen gick ut på att förspänna ram och cylinder så att inga dragkrafter uppstod på insidan vid fullt tryck. Första steget var att utveckla en praktiskt användbar högtrycksapparat efter den gamla Q-10. Man ville kunna göra minst ett experiment om dagen. Ett flertal varianter utvecklades och provades. Ett problem var svårlöst. Alla hade svårigheter att hålla trycket vid höga temperaturer. Trycket sjönk redan efter 20 – 30 sekunder. En helt ny högtrycksapparat, kallad Q-20 utvecklades och patenterades vid slutet av 50-talet. Q-20 apparaten har längst inne en liten kub som utsätts för tryck på vardera sidan av sex städ (stansar). Utvecklingen fortsatte och vid 60-talets mitt utvecklades statiska högtrycksapparater som fungerade vid olika tryck och drifttider. Man studerade även materien med de mycket höga tryck och temperaturer som uppstår när högbrisanta sprängämnen detonerar. Då är varaktigheten av det höga trycket bara bråkdelar av en sekund. Man utvecklade även diamantsyntesen som gick ut på att sammanpessa en stapel av grafit och nickel samt en metod för att separera ut diamanterna och sortera dem i storlek och kvalitet.
Ett lämpligt område för användninga av industridiamanter är i slipskivor. Man tog fram både plast- och metallbundna slipskivor med diamantskär. Ett stort forskningsområde var att finna lämpligt bindemedel och tillhörande provmetorder. Utvecklingsarbetet ledde till slipskivor, tandläkarborrar, polermedel och verktyg för skärning. Plastbundna skivor används vid tillverkning av hårdmetallverktyg (t.ex. i Sandvik AB och  Seco Tools). Metallbundna skivor används för att skära i betong och sten. Bindemedlets styrka är avgörande för verktygets prestanda. Man rönte framgång med att omge diamanten med en tunn hinna av nickel. Metallhöljet bildade ett mekaniskt skal vilket gav bättre fäste till bindemedlet. Denna nya produkt fick produktnamnet NICODUR (NIC efter nickel och DUR efter det latinska namnet för hård). Efterfrågan på denna produkt ökade snabbt.
ASEA fortsatte att utveckla diamanttillverkningen och startade 1965 Scandiamant AB i Robertsfors. ASEA lämnade diamanttillverkningen helt 1975.

## Alternativa konstgjorda "diamanter"
Mineraler som rent utseendemässigt mycket liknar diamanter och som används till smyckestenar är kubisk zirkonia och mossanit/mossanite.